# 伯明翰逸德利 (英國國會選區)
伯明翰逸德利（英語：Birmingham, Yardley），英國國會一自治市選區，位於英格蘭西米德蘭茲郡伯明翰東部，包括四個地方選區。
該區始創於1918年。除了1992年和2005年兩次大選以外，本區支持的政黨都能成為執政黨。2010年大選中自民黨的約翰·海明以39.6%選票首次成功連任，也使該區成為西米德蘭茲兩個自民黨選區之一。2015年起則改為支持工黨。